# Lucas Tuan Minh Hoang
Lucas Tuan Minh Hoang er en dansk solist og korsanger med vietnamesiske aner. Han har bl.a. optrådt på TV og med navne som Tina Dickow, Barbara Moleko, Bobby McFerrin, Martin Brygmann, Julie Berthelsen, Vocal Line, TV-2, Jesper Lundgaard m.fl.
Lucas Tuan er ansat som sanglærer ved det Det Jyske Musikkonservatorium og har siden 2008 lavet teambuilding med sang og dans for danske virksomheder heriblandt Folketingets Administration.
 Der er for få eller ingen kildehenvisninger i denne artikel, hvilket er et problem. Du kan hjælpe ved at angive troværdige kilder til de påstande, som fremføres i artiklen.

Personprofil - Det Jyske Musikkonservatorium
Hjemmeside - Lucas Tuan
Bookingbureu